# Retrat de la senyora Cézanne
Retrat de la senyora Cézanne (Portrait de Madame Cézanne) és un oli sobre tela de 81 × 65 cm pintat per Paul Cézanne vers els anys 1885-1890 i dipositat al Museu de l'Orangerie de París.

## Context històric i artístic
Cézanne abandona ací la perspectiva tradicional en el repartiment dels plans i dels volums, la qual cosa permet de situar aquesta obra entre el 1885 i el 1890.

## Descripció
Entre els retrats de Marie Hortense Fiquet, aquesta versió (de pinzellades irregulars) ocupa un lloc intermedi entre els retrats familiars i els més elaborats. Madame Cézanne apareix asseguda en una butaca senzilla, amb les mans descansant a la falda i en un posat molt hieràtic a causa de la simetria i la frontalitat adoptades. El posat llunyà, completament inexpressiu i més aviat poc favorable, de la cara de la model no obeeix a explicacions d'ordre psicològic: és sabut que Cézanne caracteritzava menys els models com més en coneixia la cara, i que infligia a la seua dona, encara més que a altres persones, nombroses i inacabables sessions de posa.
Cézanne empra una gran economia de mitjans ací: les àrees lluminoses no són conseqüència d'aplicar un bon gruix de pintura, sinó de deixar el llenç de suport al descobert (aquesta tècnica dona llum i vida al vestit negre i senzill de Marie Hortense). La vista frontal de la model és corregida subtilment per l'angle de la cadira, el qual introdueix un lleuger desequilibri en la composició. El fons està tot just esbossat amb una simple taca de verds i blaus, només les variacions de les pinzellades li donen vida. Un cop més, com en altres pintures de Cézanne, aquest oli sobre tela es va deixar sense acabar.